# Lisa Nolte

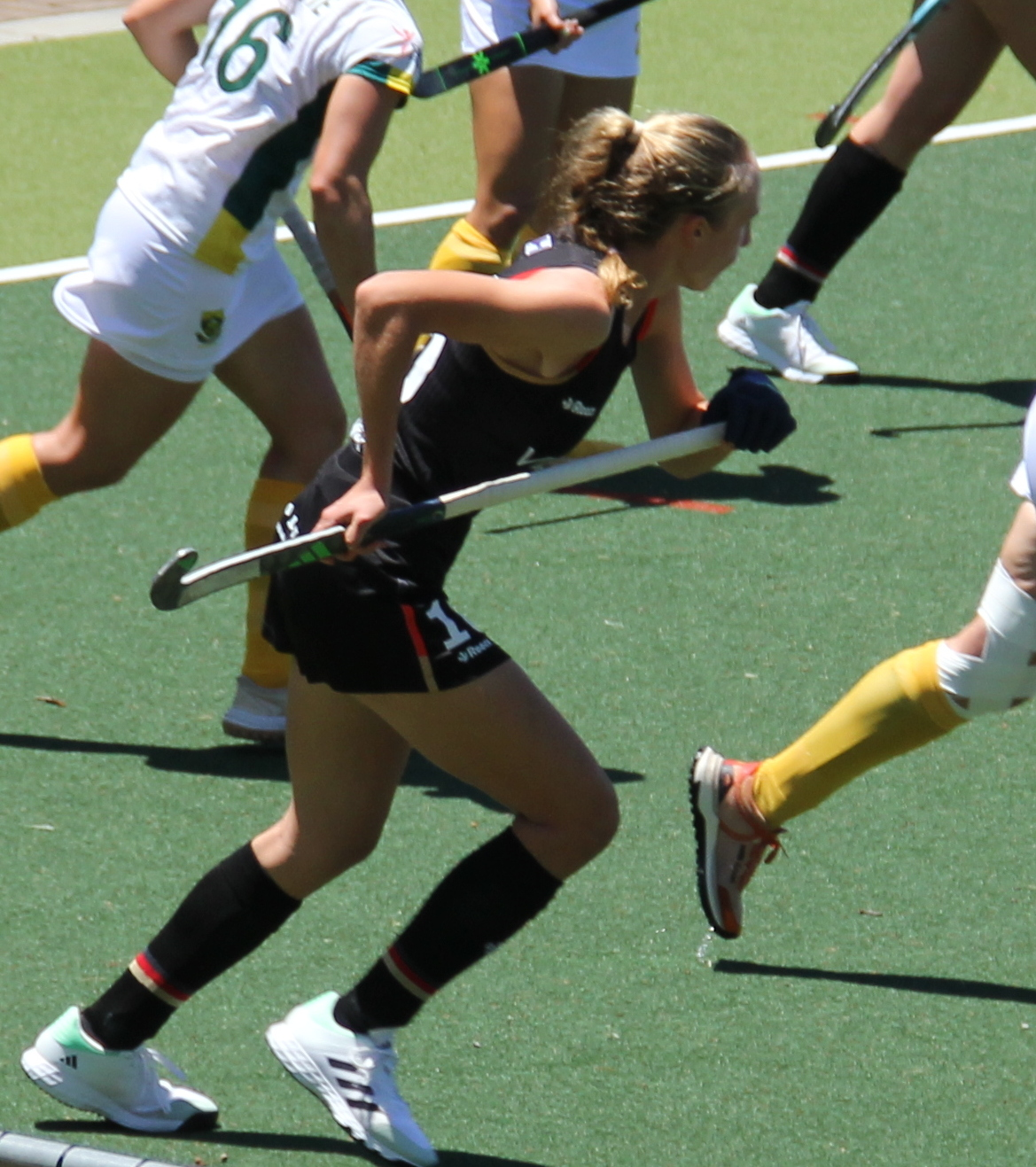
Lisa Nolte beim Länderspiel gegen Südafrika im November 2023

Lisa Nolte (* 5. Februar 2001) ist eine deutsche Hockeyspielerin, die 2023 Europameisterschaftsdritte war.

## Sportliche Karriere
Lisa Nolte begann beim Crefelder HTC und wechselte im Alter von 17 Jahren zum Düsseldorfer HC, mit dem sie mehrfach deutsche Meisterin im Feld- und Hallenhockey wurde.
Lisa Nolte nahm von 2016 bis 2022 an 84 Länderspielen in den verschiedenen Altersklassen im Juniorinnen-Bereich teil. Ihre größten Erfolge waren der zweite Platz bei der U21-Weltmeisterschaft 2022 und der Sieg bei der U21-Europameisterschaft im gleichen Jahr. Zuvor war sie 2019 bereits Dritte der U21-Europameisterschaft gewesen.
2019 debütierte sie in der Nationalmannschaft. Bei der Europameisterschaft 2023 in Mönchengladbach unterlag die deutsche Mannschaft im Halbfinale den Belgierinnen, im Spiel um den dritten Platz siegte die deutsche Mannschaft mit 3:0 über das englische Team. Lisa Nolte war in allen fünf Spielen dabei und erzielte in der Vorrunde ein Tor. Bei den Olympischen Spielen 2024 in Paris belegte Nolte mit der deutschen Mannschaft in der Vorrunde den dritten Platz. Im Viertelfinale unterlagen die Deutschen den Argentinierinnen im Shootout.
Lisa Nolte bestritt 34 Länderspiele. (Stand 14. Juni 2024) 